# أسعد بن أحمد الطرابلسي
أبو الفضل أسعد بن أحمد بن أبي رَوح الطرابلسي (؟ - ق. 1110 م / 504 هـ) فقيه جعفري وقاضي شرعي شامي من أهل القرن الخامس الهجري/ الحادي عشر الميلادي. له مؤلفات في علم‌ الكلام‌ والفقه‌ و علم الخلاف‌، وكلها مفقودة. كان فقيهًا، بارزًا في المناظرة. تلمّذ على ابن البراج وولي القضاء بعده بطرابلس. وتصدّر للتدريس. وانتقل إلى صيدا أو حيفا في سنوات حصار طرابلس (1102 - 1109 م)، واتخذ بها داراً للكتب.

## سيرته
هو أبو الفضل أسعد بن أحمد بن أبي رَوح الطرابلسي، يعرف أيضًا بـابن أبي روح. معلومات‌ عن‌ تاريخ‌ و مكان‌ ولادته‌ غير واضحه. كان من قضاة طرابلس وعلماءها وزهادها، ورئيسًا للشيعة الاثنا عشرية في البلاد الشامية. عقدت له حقلة الإقراء، وانفرد بالشام وطرابلس وفلسطين بعد شيخه عبد العزيز بن نحرير البراج، وولي بعده قضاء طرابلس وأخذ عنه العلوم في سنة 480 هـ وقبلها. 

ثم تصدر لتدريس فقه، وكان متوليًا على دار العلوم بطرابلس. ومن تلاميذه: محمد بن الحسن بن مخلوف الراشدي المعروف بابن بركات الطرابلسي.

وجاء ذكره في ديوان ابن الخياط الدمشقي: فقد أمره القاضي جلال الملك بن عمار أن يفرق على‌ أهل دار العلم ذهبًا وهو متوليًا عليه، فلم يصل ابن الخياط منه شيء، فأعطاه ابن أبي روح من ماله لما كتب له قصيدة، منها:
و عندما تعرضت طرابلس للهجوم الصليبي في سنة 1108، تركها متجهًا نحو صيدا وسكن فيها. قال ابن أبي طيء «أظنه قُتل عندما ملكت الفرنج صيدا فإنه كان تحول إليها واتخذ بها دارًا للكتب جمع فيه أزيد من أربعة آلاف مجلدة، وأقام بها، وكان مرجع الإمامطة بها إليه فلم يزل بها إلى أن ملكت الفرنج صيدا ففتل بها. ورأيت من يقول إنه انتقل إلى دمشق.» فقتل في معركة صيدا سنة 504 أو في حيفا، ولا يزال قبره معروفًا بها ويعرف بمقام أبي روح بالقرب من نهر البرغوث ويرى البعض أن هذا المقام يعود إلى الصحابي شبيب أبي روح الكلاعي. 

## آثاره
من مؤلفاته :
- «عيون الأدلة في معرفة الله»
- «التبصرة في معرفة المذهبين الشافعية والإمامية»
- «البيان في خلافة الإمامية»
- «التبيان‌ بيننا و بين‌ النعمان‌»
- «المقتبس في الخلاف مع مالك بن أنس»
- «النور في عبادة الأيام والشهور»
- «البيان عن حقيقة الإنسان»
- «كتاب الفرائض»
- «كتاب المناسك»
- «كتاب البراهين»
- «مسألة تحريم الفقاع»